# The Great Twenty-Eight
The Great Twenty-Eight — збірка найкращих пісень американського музиканта Чака Беррі, представлена у 1982 році на лейблі Chess Records. Платівка складається із записів Беррі за перші 11 років його кар'єри.
У 2003 році альбомів посів № 21 у Списку 500 найкращих альбомів усіх часів за версією журналу Rolling Stone, що є другим найкращим результатом для компіляцій (після альбому The Sun Sessions Елвіса Преслі).

## Список композицій
Автор музики і слів Чак Беррі (якщо не вказано інше). 
| #   | Назва                                    | Тривалість |
| --- | ---------------------------------------- | ---------- |
| 1.  | «Maybellene»                             | 2:18       |
| 2.  | «Thirty Days»                            | 2:24       |
| 3.  | «You Can’t Catch Me»                     | 2:42       |
| 4.  | «Too Much Monkey Business»               | 2:53       |
| 5.  | «Brown Eyed Handsome Man»                | 2:17       |
| 6.  | «Roll Over Beethoven»                    | 2:23       |
| 7.  | «Havana Moon»                            | 3:05       |
| 8.  | «School Days»                            | 2:40       |
| 9.  | «Rock and Roll Music»                    | 2:30       |
| 10. | «Oh Baby Doll»                           | 2:33       |
| 11. | «Reelin’ and Rockin’»                    | 3:14       |
| 12. | «Sweet Little Sixteen»                   | 2:55       |
| 13. | «Johnny B. Goode»                        | 2:38       |
| 14. | «Around and Around»                      | 2:35       |
| 15. | «Carol»                                  | 2:46       |
| 16. | «Beautiful Delilah»                      | 2:08       |
| 17. | «Memphis»                                | 2:12       |
| 18. | «Sweet Little Rock and Roller»           | 2:20       |
| 19. | «Little Queenie»                         | 2:38       |
| 20. | «Almost Grown»                           | 2:19       |
| 21. | «Back in the U.S.A.»                     | 2:25       |
| 22. | «Let It Rock»                            | 1:50       |
| 23. | «Bye Bye Johnny»                         | 2:03       |
| 24. | «I’m Talking About You»                  | 1:48       |
| 25. | «Come On»                                | 1:50       |
| 26. | «Nadine (Is It You?)» (Беррі, Алан Фрід) | 2:30       |
| 27. | «No Particular Place to Go»              | 2:44       |
| 28. | «I Want To Be Your Driver»               | 2:15       |